# Tor Lian
Pour les articles homonymes, voir Lian.
Tor Lian, né le 13 juin 1945 à Trondheim (Trøndelag) et mort le 15 juillet 2016 à Oslo (Østlandet), est un dirigeant sportif norvégien.
Il est directeur de la Fédération européenne de handball de 2004 à 2012.

## Biographie
Tor Lian est né à Trondheim le 13 juin 1945. Joueur puis entraîneur de handball, Tor Lian dirige de la Fédération norvégienne de handball de 1985 à 1996. Il est également vice-président du comité olympique norvégien de 1990 à 1996 et vice-président du comité d'organisation des Jeux olympiques d'hiver de 1994 à Lillehammer. Il supervise ensuite l'organisation des Championnats du monde de handball féminin de 1993 et 1999 en Norvège.
Après avoir rejoint la direction de la Fédération européenne de handball (EHF) en 1991, il en devient le vice-président en 2000 puis le président de 2004 à 2012, succédant à Staffan Holmqvist.
Il meurt le 15 juillet 2016.